# Milos fantastiska tullhus
Milos fantastika tullhus (originaltitel: The Phantom Tollbooth) är en bok av författaren Norton Juster, som illustrerades av Jules Feiffer. Det är en fantasyroman som har barn och ungdomar som målgrupp, och den publicerades 1961 av förlaget Random House. Boken mottog stora framgångar i USA och filmatiserades år 1970. 
I handlingens centrum står Milo, en uttråkad pojke som längtar efter äventyr. En helt vanlig eftermiddag verkar hans dröm gå i uppfyllelse, då en vägtull utan vidare dyker upp i hans sovrum. Eftersom han inte har något bättre för sig, så kör han igenom tullen med sin leksaksbil. Vägtullen för honom till The Kingdom of Wisdom. Där träffar han nya vänner och får uppleva spännande äventyr. Det största äventyret går ut på att Milo ska rädda två prinsessor, Rhyme och Reason. 
Författaren Norton Juster har påstått att hans pappa gillade filmer med Bröderna Marx, och att dessa filmer influerade honom då han skrev boken. Även idiom ska ha influerat honom. Boken blev något av en klassiker nästan direkt. Kritiker jämför den ofta med Alice i Underlandet av Lewis Carroll.
Bortsett från originalspråket (engelska) så har boken också översatts till ett flertal andra språk. Boken publicerades i svensk översättning år 1967, men några nya upplagor har det inte dykt upp sen dess. Dock går det att få tag i importerade utgåvor i Sverige.

## Handling
Milo är en ung skolpojke. Världen omkring honom tråkar ut honom och varje tidsfördriv verkar mest vara slöseri med tid. En dag kommer han hem från skolan och hittar ett paket i sitt rum. I paketet finns en vägtull i miniatyr och en karta över "The Lands Beyond". Han hittar även en lapp där det står "FOR MILO, WHO HAS PLENTY OF TIME" ("Till Milo, som har gott om tid"). Milo monterar ihop vägtullen, tar kartan och kör igenom tullen med sin leksaksbil och innan han vet ordet av befinner han sig på vägen till "Expectations". Milo njuter av resan och tar en kort paus bara för att prata lite med "The Wether Man". Därefter lägger han inte märke till vart han kör och snart är han vilse i "Doldrums", en färglös plats där tänkande och skratt inte är tillåtet. I alla fall så räddas Milo av Tock, som är en "watchdog" (en hund med en väckarklocka fastsatt på ena sidan). Tock följer med honom under resten av resan.
Först kommer de till Dictionopolis, en av de två huvudstäderna i Kingdom of Wisdom. Där besöker de en marknad där det bara köps och säljs ord och bokstäver. Där träffar de Spelling Bee och Humbug, men nästan direkt arresteras de av den väldigt korte Officer Shrift - vars hobby är att arrestera folk utan vidare. I fängelset får Milo lära sig om Kingdom of Wisdoms historia. Landet har två härskare, Kung Azaz och Mathemagician. Dessa två härskare har också varsin syster, prinsessorna Rhyme och Reason - som tidigare tagit hand om alla dispyter som någonsin uppstått i landet. Harmoni rådde i Kingdom of Wisdom på den tiden, därför att de båda prinsessorna bestämt att siffror och bokstäver är värda lika mycket (landets två huvudstäder består nämligen av siffror och bokstäver). Kung Azaz och Mathemagician har förvisat prinsessorna Rhyme och Reason till ett slott som befinner sig i luften, och sen dess har landet plågats av osämja.
Officer Shrift har som syfte att bara sätta folk i fängelse, inte att se till att de stannar där - vilket gör det lätt för Milo och Tock att rymma från grottan de låsts in i. De lyckas ta sig till en fest som Kung Azaz anordnat, och där gästerna bokstavligen får äta upp sina ord. Kungen låter Milo och Humbug planera att rädda prinsessorna Rhyme och Reason. Kung Azaz utser Humbug till guide, och föreslår att han tillsammans med Milo och Tock ska bege sig till Mathemagicians stad, Digitopolis. 
Längs vägen träffar de karaktärer som Alec Bings, en liten pojke som kan se rakt igenom saker. Tillsammans med Alec får de se hur Chroma the Great dirigerar sin orkester att spela i solnedgångens färger. 
I Digitopolis stannar de vid en gruva där siffror grävs fram och värdefulla stenar kastas bort. Där bjuds de på en märklig gryta som gör att man bara blir hungrigare och hungrigare ju mer man äter av den. Mathemagician raderar gruvan med sitt magiska suddgummi, varpå han och Milo diskuterar oändligheten. Mathemagician vill inte att de ska lyckas rädda prinsessorna, men Milo övertalar honom att låta dem göra det.
De kommer till "Moutain of Ignorance", där demoner som Terrible Trivium och Senses Taker sätter käppar i hjulen för Milo och hans vänner. Milo överlistar dock demonerna med hjälp av gåvor han fått tidigare under resan. Efter att ha kommit över olika hinder och sina egna rädslor, lyckas de ta sig till Slottet i luften där prinsessorna ska finnas. De två prinsessorna välkomnar Milo och går med på att återvända till Wisdom. Tock bär dem på ryggen och flyger. Demonerna börjar jaga dem men en stor armé kommer till undsättning. Armén hälsar prinsessorna välkomna hem, och sen anordnas en stor fest som varar i tre dagar för att fira prinsessornas återkomst.
Milo säger farväl till sina vänner, sätter sig i sin bil och börjar köra. Han har en känsla av att han varit borta i flera veckor. Plötsligt får han syn på vägtullen, som han kör igenom igen. Då befinner han sig i sitt rum igen, och upptäcker att han bara varit borta i en timme.
När han vaknar nästa dag vill han återvända till Kingdom of Wisdom i hopp om att få uppleva fler spännande äventyr. Men när han kommer hem från skolan har vägtullen försvunnit. Däremot hittar han en ny lapp, där det står "FOR MILO, WHO KNOWS THE WAY" ("Till Milo, som kan vägen"). Milo blir besviken och hoppas att vägtullen ska komma tillbaka till honom en dag. Men sen ser han sig omkring och upptäcker att världen omkring honom, som en gång bara var ful och tråkig, nu plötsligt har blivit vacker och spännande.

## Huvudpersonerna
- Milo är huvudpersonen. Han är en uttråkad skolpojke. Exakt hur gammal han är får man aldrig reda på, men han går troligen i låg- eller mellanstadiet. Livet i allmänhet och världen omkring sig upplever han som tråkigt, fram till dess att han får vägtullen som för honom till Kingdom of Wisdom.
- Tock är en "watchdog", en hund med en väckarklocka fastsatt på ena sidan. Han är en av de första som Milo träffar i Kingdom of Wisdom och de blir snabbt vänner. Tock följer med Milo på äventyr och hjälper honom med diverse uppdrag han får under resan.
- Humbug är en annan person som följer med Milo på äventyret. Han är en stor, skalbaggsliknande insekt som ständigt kräver uppmärksamhet. Han ska ständigt svara på frågor trots att han alltid har fel.
- Kung Azaz är härskare i Dictionopolis. Han älskar ord och bokstäver och är bror till Mathemagician.
- Mathemagician är härskare i Digitopolis och älskar siffror. Han är bror till Kung Azaz.
- Rhyme och Reason är två prinsessor. De hålls fångna i ett slott, och Milo ska rädda dem.

## Bi-figurerna
- Faintly Macabre, också kallad Aunt Faintly, är en snäll häxa.
- Chroma är en dirigent vars orkester spelar färger, inte musik.
- Dr. Kakofonous A. Dischord är en typ av forskare som gillar att skapa obehagliga ljud.
- The Awful DYNNE är en djinn som samlar in ljud åt Dr. Dischord.
- The Soundkeeper, som älskar tystnad, regerar över Valley of Sound. Hon förvarar alla ljud som någonsin skapats i sitt hem.
- The Dodecahedron är en figur med tolv olika ansikten, vilka ger uttryck för en känsla var.
- Officer Shrift är en väldigt kort man som även är polis i Dictionopolis. Han sätter ständigt folk i fängelse utan vidare, men det är inte särskilt viktigt för honom att de sedan stannar där.
- Lethargarians är benämningen på en grupp små, lata figurer som bor i Doldrums.
- Spelling Bee är ett bi som är expert på stavning. Han är Humbugs fiende.
- The Half Boy är drygt en halv liten pojke som kommer från en helt "vanlig familj".
- Canby är en figur som bor på en ö, Island of Conclusions. Han är så "mycket man kan vara" av lite allt möjligt.
- Duke of Definition, Minister of Meaning, Count of Connotation, Earl of Essence och Undersecretary of Understanding är namnen på Kung Azaz' rådgivare.
- Whether Man, en man som råder över hur saker och ting är.
- Alec Bings är en pojke i Milos ålder som kan se rakt igenom saker. Han svävar i luften och växer neråt, så hans fötter når marken först när han blivit vuxen.
- The Everpresent Wordsnatcher är en fågel som ständigt tar orden ur munnen på folk. Han är dock ingen demon.
- The Terrible Trivium är en demon i Mountains of Ignorance som slösar bort tiden på värdelösa jobb.
- The Demon of Insincerity är en demon som aldrig säger vad han menar.
- The Gelatinous Giant är en demon som smälter in i sin omgivning likt en kameleont och är rädd för allting.
- The Senses Taker är en demon som bestjäl Milo, Tock och Humbug på deras sinnen genom att slösa bort deras tid och ställer dumma frågor.

## Kritik
Trots att boken riktar sig till barn, så påpekar kritiker ofta att boken kan vara för avancerad för de flesta i målgruppen. Kritikerna menar att barnen kanske inte förstår bokens alla ordlekar och metaforer. Tidningen New York Times kritiker menar däremot att både barn och vuxna kan uppskatta dessa egenskaper. Boken är idag erkänd som en klassiker.

## Exempel på användning
- Chuck Jones gjorde en tecknad film baserad på boken år 1970, se The Phantom Tollbooth (film, 1970)
- År 1995 skrev Norton Juster en libretto för en opera baserad på boken.
- Flera teaterpjäser har skrivits och framförts, den första kom 1977 och skrevs av Susan Nanus. Arnold Black skrev en musikal baserad på boken som hade premiär 1995. År 2004 skrevs en till pjäs av Patrick Sayre och Cole Taylor.
- Kompositören Robert Xavier Rodriguez lät sig inspireras av ett kapitel ur boken då han skrev en symfoni med titeln A Colorful Symphony år 1987.
- John F. Kennedy Center for the Performing Arts turnerade i sex månader med en pjäs för barn som var baserad på boken år 2008
- I februari 2010 började regissören Gary Ross planera en nyinspelning av filmversionen från 1970. Den kommer troligen att ha premiär under år 2013.

## I populärkulturen
- Harry Turtledove har skrivit en novell med titeln The Phantom Tolbukhin, som är baserad på boken. Skillnaden är att novellen utspelar sig under Andra världskriget.
- Komikern Adam Carolla nämner ibland att The Phantom Tollbooth är den enda bok han någonsin läst.
- I det första avsnittet i den tredje säsongen av Sam & Max-spelen nämner Sam att de "kastat mycket tid på att irra omkring i den där vägtullen".
- I det andra avsnittet i den första säsongen av Parks and Recreation sitter karaktären Leslie Knope (spelad av Amy Poehler) och läser The Phantom Tollbooth.
- I det trettonde avsnittet av New Girl påstår Schmidt att The Phantom Tollbooth är en av böckerna han kan tänka sig att ta med sig till en öde ö. Karaktären Cece påstår då att även hon älskar boken, varpå Schmidt svarar: "Klart att du gör. Du är ju människa."